# 王和顺
王和顺（1869年—1934年），字德馨，号寿山。壮族。广西巨宁（今南宁）人。中华民国政治人物。

## 生平
早年投黑旗军，随刘永福赴越抗法。中法战争结束，退役回乡做县衙。因不满清政府的腐败，秘密组织三点会，筹划反清。1898年被捕，次年越狱，竖竿而起。起义队伍很快壮大，迅速控制南宁、思恩广大地区。1902年，在南宁西郊大败清军，击毙总兵马盛治。翌年于隆安县梅龟山智设伏兵，打破十余万清军包围，重创广东安勇军，声威大振。联合附近会党武装，转战于武鸣、隆安、扶绥、上思、宣化、马山等地，建立了以南宁为中心的根据地。1905年春，在数省清兵的围剿下，寡不敌众，退入越南。
1906年，在西贡参加同盟会，负责钦州、南宁区域的革命领导工作。1907年奉孙中山命，以中华国民军南军都督的身份到钦州“三那”（那黎、那彭、那思）地区组织领导壮族反清武装。7月攻克防城，发布《告粤省同胞文》、《告海外同胞文》等文告。转攻钦州、灵山不克。因兵械无援，义军撤围解散。1908年4月，奉命与黄明堂、关仁甫、李佑卿等发动云南河口起义，攻占河口、南溪。在重兵包围中浴血奋战二十多天，终于败退，转入越南。后被法国殖民当局驱逐，解往新加坡。1911年黄花岗起义爆发，返广东惠州组织革命武装。武昌起义成功，举兵惠州，克东江各县，进驻广州，促成广东光复。后遭广东都督陈炯明排挤，战败出走香港。转赴北京，被袁世凯聘为军事顾问。因不满袁氏专权，弃职南归。1916年积极参加护国运动，发兵讨袁。1922年陈炯明因主張聯省自治與孙中山發生衝突，他联合滇军将领兴师讨伐，竭诚拥护孙中山重回广州，翌年辞职，隐居广州。1923年初迎孙中山由上海回广州，成立大元帅府。同年因病辞去军职，隐居广州。1934年，因病逝世。